# David Pears
David Francis Pears (8 agosto 1921 – 1º luglio 2009) è stato un filosofo inglese.

## Biografia
Dopo aver studiato all'Università di Oxford e di Londra, Pears divenne professore emerito del Christ Church College dell'Università di Oxford, oltre che visiting professor in numerose università, tra le quali l'Università della California (Berkeley)(UCLA), Harvard, Princeton, l'Università del Minnesota, Minneapolis, Trinity University, l'Università della California di Los Angeles (U.N.A.M.), l'Università della Città del Messico, di Roma, e di Murcia. È stato uno dei massimi esperti a livello mondiale di studi su Ludwig Wittgenstein. Pears ha infatti pubblicato svariati articoli su numerose riviste scientifiche sul filosofo austriaco, così come su Bertrand Russell e David Hume. I suoi campi d'interesse sono stati per lo più la metafisica e la filosofia del linguaggio.
Dal 1970 era membro della British Academy. È stato anche direttore del Museum of Modern Art di Oxford (1975-1986) e membro dell'Istitut International de Philosophie di Parigi dal 1978, di cui ha ricoperto la carica di presidente dal 1987 al 1990.

## Opere(selezione)
- The False Prison (2 delen)
- David Hume: A symposium (1963)
- Bertrand Russell and the British Tradition in Philosophy (1967)
- Russell's Logical Atomism (1973)
- Questions in the Philosophy of Mind (1975)
- Motivated Irrationality (1984)
- Hume's System (1990)
- Paradox and Platitude in Wittgenstein's Philosophy (2006)